# Rasilla
Una rasilla, en construcción, es todo aquel ladrillo cerámico de escaso grosor. Tradicionalmente, las rasillas, eran ladrillos huecos sencillos de un espesor entre 2 y 2,5 cm, con los que se construían tabiques muy delgados, llamados de panderete, pero cuyo uso principal era hacer tableros y bovedillas para forjados.  Ya no se fabrican como tales.
También se llama así a los ladrillos con aspecto de baldosa (es decir, muy delgados y sin huecos) y a los rasillones o bardos,  que se distinguen por ser más largos, más anchos y con frecuencia machihembrados, y que generalmente se emplean para formar con rapidez tabiques de ocultación (de cables, tuberías de saneamiento, ventilación, etc.) y tableros que no requieran mucha resistencia. Su ventaja es que, al tener mayor superficie, se cubre el hueco a tapar mucho más deprisa.